# Nyctemera instar
Nyctemera instar är en fjärilsart som beskrevs av Rothschild 1920. Nyctemera instar ingår i släktet Nyctemera och familjen björnspinnare. Inga underarter finns listade i Catalogue of Life.